# NGC 1812
NGC 1812 je galaksija u zviježđu Golubu.

## Vanjske poveznice
- SEDS: NGC 1812